# Ушаково (Невельский район)
Ушаково — деревня в Невельском районе Псковской области России. Входит в состав Плисской волости.

## География
Расположена на северо-западном побережье озера Березно (Березовое) или Ушаково, в 12 км к западу от райцентра, города Невель.

## Население
| 2001 | 2002 | 2010 |
| ---- | ---- | ---- |
| 122  | ↘116 | ↘68  |

Численность населения деревни по оценке на начало 2001 года составляла 122 человека.